# Matzikama
La municipalité locale de Matzikama (anciennement Vredendal) est une municipalité locale de la province du Cap-Occidental en Afrique du Sud, dont le siège se trouve à Vredendal. Son nom est dérivé d'une montagne (Matsikamma) située à environ 10 km au sud de Vanrhynsdorp.

## Démographie
Selon le recensement de 2011, Matzikama compte 67 147 habitants (74,74 % de coloureds, 14,85 % de Blancs, 8,50 % de Noirs), majoritairement de langue maternelle afrikaans (91,82 %).

## Localités de Matzikama
La municipalité locale de Matzikama, formée dans ses constituants actuels en 2000, comprend les localités suivantes :
| Villes, villages, townships | Code   | Population | Superficie (km2) | Langue maternelle dominante |
| --------------------------- | ------ | ---------- | ---------------- | --------------------------- |
| Bitterfontein               | 160004 | 986        | 39,90            | Afrikaans                   |
| Doringbaai                  | 160013 | 1 260      | 1,79             | Afrikaans                   |
| Ebenheaser                  | 160008 | 1 305      | 0,68             | Afrikaans                   |
| Klawer                      | 160012 | 6 234      | 6,41             | Afrikaans                   |
| Kliprand                    | 160001 | 205        | 0,96             | Afrikaans                   |
| Koekenaap                   | 160006 | 1 551      | 1,59             | Afrikaans                   |
| Lutzville                   | 160007 | 5 232      | 2,33             | Afrikaans                   |
| Nuwerus                     | 160005 | 650        | 0,75             | Afrikaans                   |
| Rietpoort                   | 160003 | 970        | 2,59             | Afrikaans                   |
| Strandfontein               | 160011 | 431        | 4,18             | Afrikaans                   |
| Vanrhynsdorp                | 160009 | 6 272      | 5,99             | Afrikaans                   |
| Vredendal                   | 160010 | 18 170     | 23,08            | Afrikaans                   |
| Zone rurale                 | 160002 | 23 881     | 12 891,21        | Afrikaans                   |
| Total                       | Total  | 67 147     | 12 981,46        | Afrikaans                   |

## Localisation
Matzikama est l'autorité locale la plus septentrionale de la province du Cap occidental. Elle est bordée par l'océan Atlantique à l'ouest, par la municipalité du district de Namakwa au nord, par la municipalité locale de Cederberg au sud et la province du Cap du Nord à l'est.
La ville principale est Vredendal. La superficie totale de la municipalité est d'environ 5 549 km². Matzikama est la seule municipalité d'Afrique du Sud qui utilise l'afrikaans comme première langue.

## Histoire

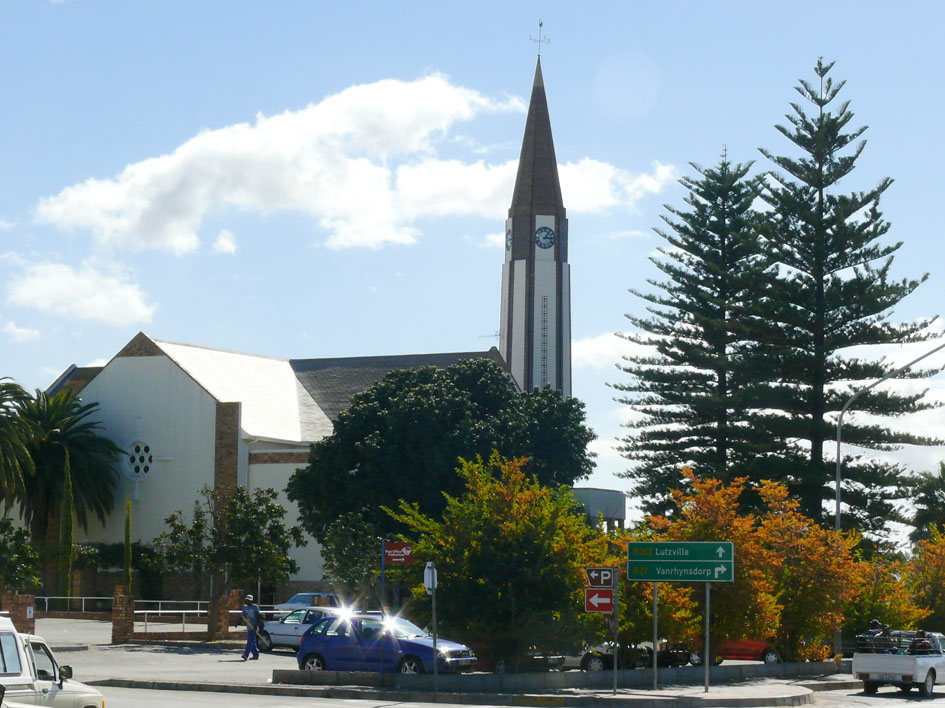
Église réformée de Vredendal (angle de Kerk straat et de Voortrekker straat), la grande ville et le siège de la municipalité.

Avant 1994, les villes de la région, constituant aujourd'hui Matzikama, étaient gérées par des conseils municipaux (Vredendal, Klawer, Lutzville, Vanrhynsdorp et Bitterfontein) ou, pour les villages et les plus petites localités, par des conseils locaux aux pouvoirs administratifs plus restreints (Doringbaai, Strandfontein). Ces conseils municipaux et locaux étaient élus par les résidents blancs de ces localités. Les habitants de couleur de Vredendal, Klawer, Lutzville, Vanrhynsdorp, Koekenaap, Bitterfontein et Nuwerus étaient gouvernés par des comités de gestion subordonnés à ces conseils municipaux ou locaux. Les zones rurales étaient de leur côté gérées par le Conseil des services régionaux de la côte ouest.
Quelques-unes des autorités locales avaient néanmoins entrepris de fusionner dès 1992 (Klawer en septembre 1992, Vanrhynsdorp en décembre 1992, Vredendal en janvier 1993 et Lutzville en janvier 1994).

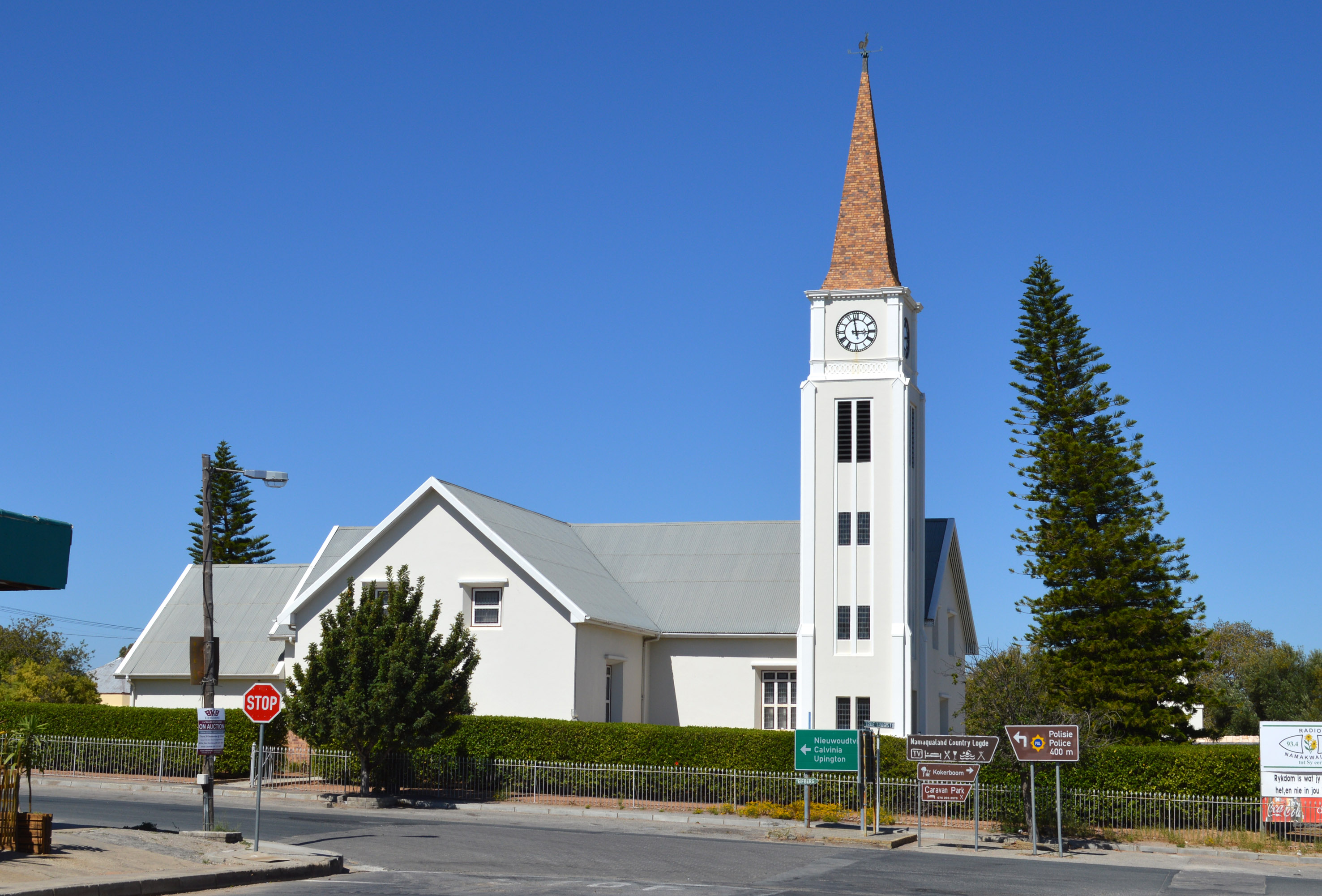
Église réformée hollandaise de Vanrhynsdorp.

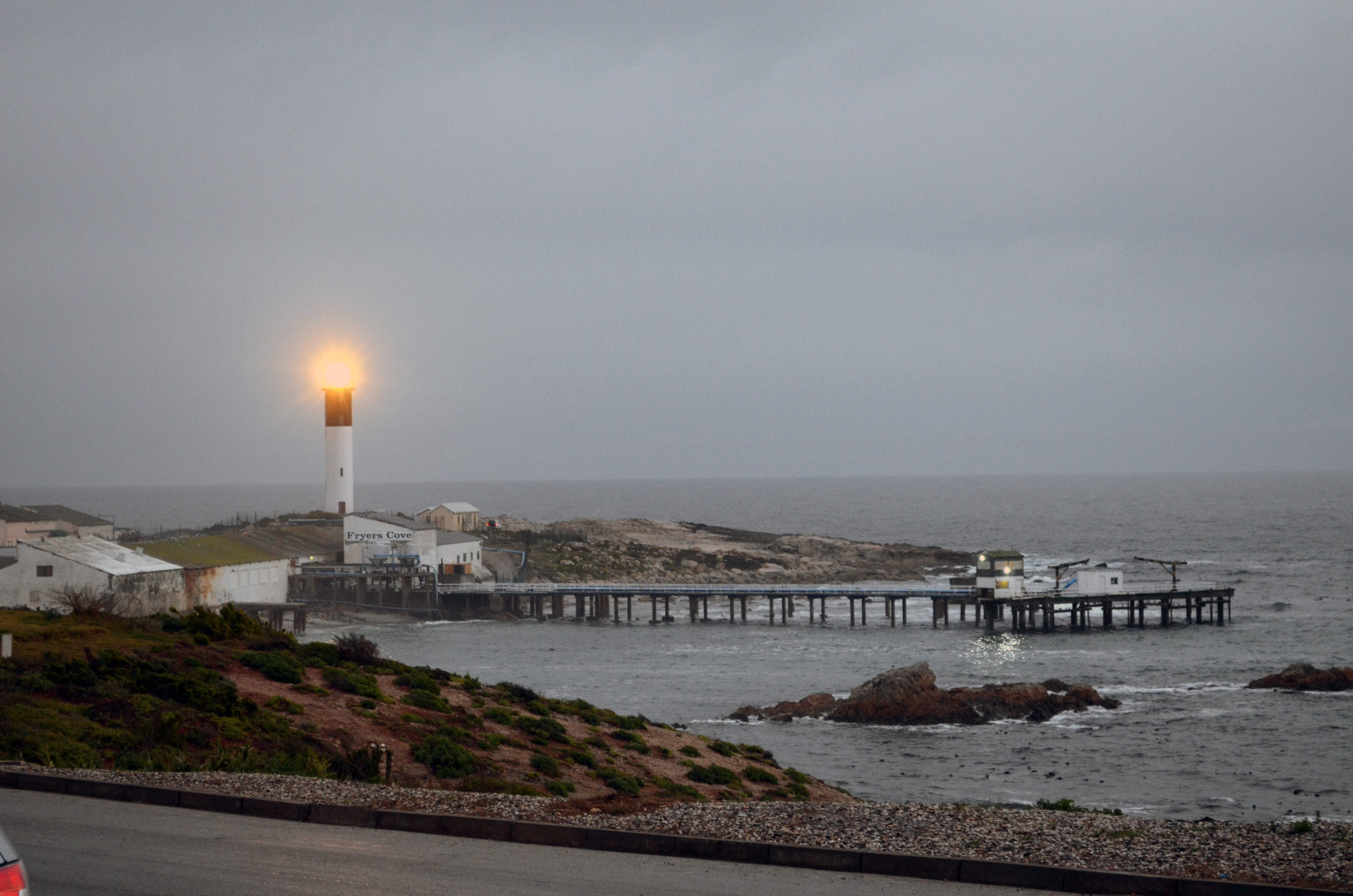
Doring Bay.

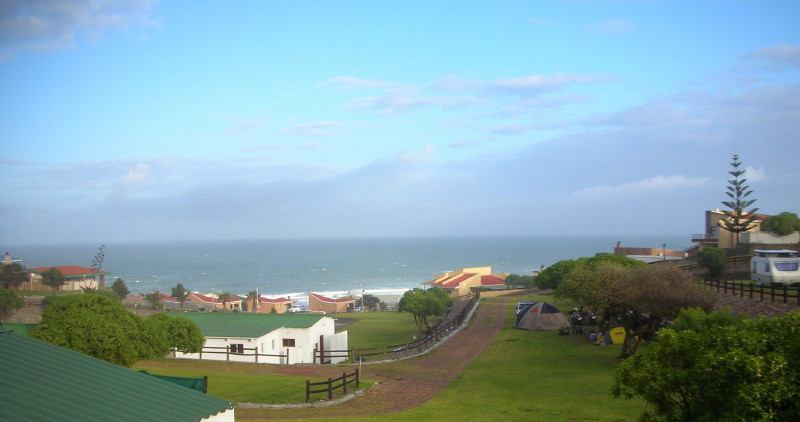
Strandfontein.

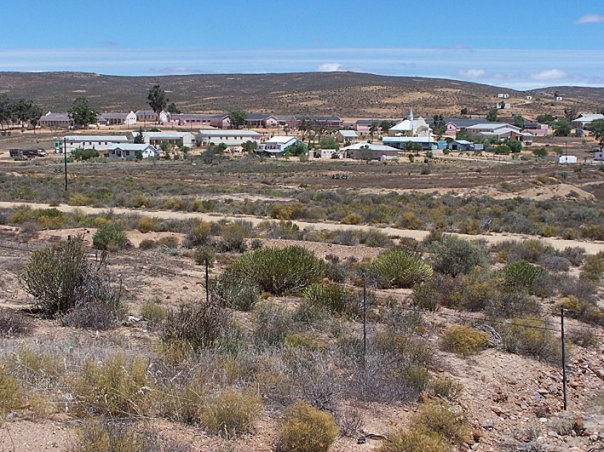
le village de Nuwerus.

Après les élections générales sud-africaines de 1994, le nouveau gouvernement d'union nationale débuta un processus de transformation des autorités locales. À la suite des négociations entre les autorités locales existantes, les partis politiques et les organisations communautaires locales (phénomène non exclusif à cette région), les autorités locales existantes furent dissoutes dans tout le pays et des conseils locaux de transition (TLC) furent mis en place pour chaque ville et village. Dans cette région septentrionnale du Cap, huit TLC furent créés.
- Le TLC de Vanrhynsdorp succédant à la municipalité (fusionnée) de Vanrhynsdorp en décembre 1994.
- Le TLC de Vredendal succédant à la municipalité (fusionnée) de Vredendal en décembre 1994.
- Le Klawer TLC succédant à la municipalité (fusionnée) de Klawer en janvier 1995.
- Le Doringbaai / Strandfontein TLC succédant au conseil local de Louis Rood en janvier 1995.
- Le TLC d'Ebenhaeser succédant au conseil d'administration d'Ebenhaeser en janvier 1995.
- Le TLC de Lutzville remplaçant la municipalité (fusionnée) de Lutzville ainsi que le comité de gestion de Koekenaap en février 1995.
- Le TLC de Bitterfontein/Nuwerus remplaçant la municipalité de Bitterfontein, le comité de gestion de Bitterfontein et le comité de gestion de Nuwerus en février 1995.
- Le Rietpoort TLC succédant au conseil d'administration de Rietpoort en mai 1995.

Ces conseils de transition étaient initialement composés de membres nommés par les différentes parties aux négociations. En mai 1996, lors des élections municipales, ils furent remplacés par des conseillers élus par les habitants de ces entités. A cette occasion, un conseil de district de la côte ouest est créé, remplaçant le conseil des services régionaux de la côte ouest. Des conseils représentatifs de transition (CRT) sont également constitués  pour représenter les zones rurales en plus des TLC au sein du conseil de district. La zone qui allait devenir Matzikama était couverte par les CRT de Vredendal et Vanrhynsdorp.
Lors des élections municipales sud-africaines de 2000, les TLC et les TRC furent dissous pour laisser la place à la municipalité locale de Vredendal (Matzikama). A cette époque, elle comprend Vredendal, Vanrhynsdorp, Klawer, Lutzville, Ebenhaeser et Doringbaai/Strandfontein. La zone nord peu peuplée, comprenant Bitterfontein / Nuwerus et Rietpoort, devint une zone gérée directement par le district de la côte ouest. En 2011, elle est finalement intégrée à la municipalité locale de Matzikama.

## Administration
Depuis novembre 2021, le conseil municipal de 15 élus est dirigé par une coalition rassemblant l'Alliance démocratique (7 élus) et le front de la liberté (1 élu). 
| Maires de Matzikama | Parti politique         | Terme                      |
| ------------------- | ----------------------- | -------------------------- |
| Irene Kotze         | ANC                     | 2000-2006                  |
| Patric Bok          | ID                      | 2007-2011                  |
| Delina Goedeman     | DA                      | 2011-2012                  |
| John Bock           | NGP                     | 2012-2013                  |
| Jakes Botha         | TPICO                   | janvier 2013-2014          |
| Patric Bok          | ANC                     | 2015-2016                  |
| Rhenda Stephan      | DA                      | aout 2016 - juin 2018      |
| Hennie Nell         | ANC                     | juillet-aout 2018          |
| Johan van der Hoven | DA                      | aout 2018 - aout 2019      |
| David Jenner        | United Democratic Party | 2019-2020                  |
| Mathilda Bains      | ANC                     | janvier 2020-novembre 2021 |
| Johan van der Hoven | DA                      | depuis le 16 novembre 2021 |

.